# Andreas Zachhuber
Andreas Zachhuber (* 29. Mai 1962 in Wismar) ist ein deutscher Fußballtrainer und ehemaliger Fußballspieler. Beim F.C. Hansa Rostock spielte er in der DDR-Oberliga und war Trainer von dessen Bundesligamannschaft.

## Spielerkarriere
Der in seiner aktiven Laufbahn meist als Linksaußen eingesetzte Zachhuber durchlief ab seinem siebten Lebensjahr die Jugendabteilungen der TSG Wismar in seiner Heimatstadt. 1975 wechselte er als 13-jähriges Talent zur Kinder- und Jugendsportschule Rostock und zum F.C. Hansa Rostock, in dessen Nachwuchsabteilungen er bis 1979 spielte. Als Juniorenspieler gehörte er zum Kader der DDR-Junioren-Nationalmannschaft. Zwischen 1978 und 1980 bestritt er 30 Junioren-Länderspiele, in denen er in der Regel als Linksaußenstürmer spielte und drei Tore erzielte. Im August 1978 zählte der Hansa-Angreifer zum Kader der DDR-Junioren, die im Bezirk Gera zur 12. Ausgabe der Jugendwettkämpfe der Freundschaft antraten. Das Team von Auswahltrainer Werner Basel belegte nach der 0:1-Niederlage im Endspiel gegen die jungen Talente der Sowjetunion den 2. Platz bei diesem Turnier. Knapp zwei Jahre später war der Jahrgang 1961/62 um Zachhuber, Uwe Bredow, Rainer Ernst, Falko Götz und Damian Halata Gastgeber beim letztmals ausgetragenen UEFA-Juniorenturnier im Süden der DDR. Den ostdeutschen Junioren gelang bei einem Sieg, einem Remis und einer Niederlage als Tabellenzweiter der Vorrundengruppe B aber nicht der Sprung ins Halbfinale.
Bereits in der Rückrunde der Saison 1978/79 absolvierte er seine ersten Spiele im Männerbereich, als er in sechs Spielen der Nachwuchsoberliga-Mannschaft des F.C. Hansa eingesetzt wurde. Sein Debüt in der 1. Mannschaft gab er am 18. August 1979 im Pokalspiel BSG Motor Wolgast – F.C. Hansa (0:3). 1979/80 musste Hansa als Absteiger in der zweitklassigen DDR-Liga spielen. Der erst 17-jährige Zachhuber rückte offiziell in das Aufgebot der 1. Mannschaft auf bestritt mit ihr sein erstes Punktspiel am 6. Spieltag, dem 10. Oktober 1979. Mit acht Punktspielen und zwei Aufstiegsspielen sowie einem Tor war er nur partiell an der sofortigen Rückkehr in die Oberliga beteiligt. In den folgenden beiden Spielzeiten wurde er hauptsächlich in der Nachwuchsoberliga eingesetzt. Während er dort in diesen zwei Jahren 28 Spiele bestritt, kam er in diesem Zeitraum in der DDR-Oberliga nur 13-mal zum Einsatz, davon stand er nur in sechs Spielen in der Startelf.
Den Durchbruch als Oberligaspieler schaffte Zachhuber in der Saison 1982/83. Nachdem sich Wolfgang Schumann als nicht erstligatauglich erwiesen hatte und der 28-jährige Rüdiger Kaschke seinen Leitungszenit überschritten hatte, setzte Trainer Jürgen Heinsch vom 1. Spieltag an auf Zachhuber als linken Stürmer. Dieser bestritt 25 der 26 Oberligaspiele und erzielte fünf Tore. Damit rückte er in das Blickfeld des DDR-Fußballverbandes, der veranlassen wollte, dass Zachhuber zum DDR-Meister BFC Dynamo wechseln sollte. Als Zachhuber ablehnte, wurde er aus dem Kader der neu zusammengestellten DDR-Olympiaauswahl gestrichen. 1983/84 gehörte Zachhuber weiterhin zur Rostocker Stammbesetzung, kam aber diesmal in 22 Punktspielen, in denen er abwechselnd auf dem linken und auf dem rechten Flügel stürmte, zu keinem Torerfolg. Im Verlauf des Jahres 1983 bestritt Zachhuber sechs Länderspiele mit der DDR-Nachwuchsnationalmannschaft, schoss aber auch dort kein Tor.
Seine mangelnde Durchschlagskraft kostete ihm seinen Stammplatz in der Hansa-Mannschaft. Der neue Trainer Claus Kreul zog ihm die jungen Stürmer Volker Röhrich und Thomas Doll vor, während Zachhuber 1984/85 nur drei und 1985/86 nur noch vier Oberligaspiele bestritt. Nach 86 Pflichtspielen, 75 Punktspiele mit sieben Toren und zwölf Pokalspiele ohne Tor, wurde Zachhuber im Rahmen eines Kooperationsvertrages im Sommer 1986 an den DDR-Ligisten KKW Greifswald abgegeben. Dort kam er aber nur in den ersten acht Punktspielen der Saison 1986/87 zum Einsatz, danach musste wegen Hüftgelenkschäden den Leistungssport aufgeben. Als Freizeitfußballer war er im ersten Halbjahr 1987 beim drittklassigen Bezirksligisten TSG Bau Rostock und anschließend bis 1990 für Dynamo Rostock in der Bezirksliga aktiv.

## Trainerkarriere
Als Absolvent der Deutschen Hochschule für Körperkultur wurde der Diplomsportlehrer Zachhuber 1991 Nachwuchstrainer bei Hansa Rostock, bevor er von 1992 bis 1994 Landes-Nachwuchstrainer Mecklenburg-Vorpommerns wurde und zeitgleich auch als Nachwuchsleiter bei Dynamo Rostock tätig war.
Am 1. Juli 1994 kehrte Zachhuber zum F.C. Hansa zurück und wurde Co-Trainer von Frank Pagelsdorf, unter dessen Regie Rostock aus der 2. Bundesliga in die Bundesliga aufstieg. Nach Pagelsdorfs Wechsel zum Hamburger SV blieb Zachhuber auch unter dem neuen Hansa-Trainer Ewald Lienen zweiter Mann auf der Bank, bis er im März 1999, nach der Beurlaubung Lienens beim abstiegsbedrohten Verein, den Cheftrainerposten übernahm. Aufgrund der ihm fehlenden Trainerlizenz war hierfür eine Sondergenehmigung des DFB notwendig. In den Spielzeiten 1998/99 und 1999/2000 gelang es Hansa daraufhin unter seiner Regie, jeweils am letzten Spieltag den Klassenerhalt in der Bundesliga zu erreichen. Zu Beginn der Folgesaison 2000/01 wurde Zachhuber jedoch nach drei Auftaktniederlagen durch Friedhelm Funkel abgelöst. Zunächst als Nachwuchstrainer, später dann als Trainer der Hansa-Amateure, blieb Zachhuber aber noch bis 2003 für den Verein tätig.
Bereits 2000 hatte Zachhuber an einem Trainer-Sonderlehrgang des DFB in Hennef teilgenommen, um die Trainerlizenz zu erwerben, wobei er unter anderem auf die ebenfalls ihre Lizenzen erwerbenden Jürgen Klinsmann, Andreas Brehme, Matthias Sammer und Dieter Eilts traf. Gemeinsam gründeten die Teilnehmer die Stiftung Jugendfußball, eine Jugendstiftung zur Förderung des deutschen Fußballs.
Im Juli 2005 nahm Zachhuber das Angebot als Cheftrainer des Fünftligisten Greifswalder SV 04 an. Im Dezember 2005 wechselte er als Co-Trainer Jürgen Kohlers zum Erstligisten MSV Duisburg, wurde dort jedoch bereits am 4. April 2006 zusammen mit Kohler wegen Erfolglosigkeit freigestellt. Am 1. Juli 2006 kehrte er deshalb als Trainer zum Greifswalder SV 04 zurück und schaffte in der Saison 2006/07 mit der Mannschaft den Aufstieg in die Oberliga Nordost Nord. In der Saison 2007/08 erreichte er dort mit der Mannschaft die Relegation um den Einzug in die zukünftig viertklassige Regionalliga, welcher schließlich aber nicht erreicht wurde.
Am 8. März 2009 kehrte Zachhuber erneut als Trainer der Lizenzmannschaft zum F.C. Hansa Rostock zurück und trat damit die Nachfolge von Dieter Eilts beim in der 2. Bundesliga abstiegsbedrohten Verein an. Sein Vertrag war zunächst bis Saisonende befristet, wurde jedoch bereits am 22. Mai 2009, und damit wenige Tage vor dem tatsächlichen Erreichen des Klassenerhalts, bis Juni 2011 verlängert. Als Hansa in der Folgesaison 2009/10 erneut in Abstiegsgefahr geriet und zum Beginn der Rückrunde lediglich zwei Remis aus fünf Spielen erzielen konnte, übernahm Zachhubers bisheriger Co-Trainer Thomas Finck gemeinsam mit Torwarttrainer Marco Kostmann das Training der Hanseaten.